# Juan Hidalgo (conquistador)
Juan Hidalgo (Galisteo, Cáceres, 1514 - ?) fue uno de los extremeños al servicio de los Welser de Augsburgo, que durante los primeros años pasó calamidades y hambre sin tasa, y que una vez finalizado el gobierno de los Welser, encaminaría su existencia a la fundación de ciudades en Venezuela.
Este conquistador estuvo en la fundación de la Nueva Segovia y lo hemos visto figurar en las probanzas primitivas como fundador de Trujillo, En 1567 era vecino de Tocuyo en unión de su esposa Beatriz González y fue Alcalde del Tocuyo en 1562. En el reparto de indios que hizo Juan de Villegas después de la fundación de Barquisimeto, se le adjudicaron indios en cercanías de Río Claro y en la data de su encomienda se lee que tenía Hidalgo por entonces diecisiete años de haber entrado a la Gobernación y que había acompañado a Spira y a Hutten en sus expediciones.
Fue también con Alonso Pérez de Tolosa a la jornada de la culata de la Laguna y con Villegas a los distintos descubrimientos de minas.

## Biografía
Juan Hidalgo había nacido en 1514 en Galisteo (Cáceres); llegaba a Venezuela en 1534 en la expedición del alemán Georg von Speyer para la exploración y conquista del territorio. Saliendo de Santa Ana de Coro, interviene en las expediciones de Speyer y en la de  Felipe von Hutten en esa larga jornada al país de los “omeguas”, donde creían que estaba situado el mítico El Dorado.
Después de cinco años que duró la expedición y sin ningún resultado económico, ya los daban por desaparecidos o muertos, pero maltrechos y con la pérdida de muchos hombres, volvían al cabo de esa fecha. Mientras Juan de Carvajal, gobernador interino de la Provincia de Venezuela, casi había despoblado la árida Santa Ana de Coro y había fundado la ciudad de El Tocuyo, para llevarse a los soldados españoles a terrenos fértiles donde pudieran sembrar y dar de comer a sus familias.

## Disputa entre gobernadores
Cuando vuelve Hutten (quien entonces hacía de gobernador de la concesión alemana) de su larga expedición, acierta a pasar por El Tocuyo y se enfrenta con Juan de Carvajal por querer llevarse a los pobladores de la nueva ciudad hasta Santa Ana de Coro, que era la ciudad-base que tenían los alemanes para la explotación del territorio venezolano que les había asignado Carlos I.
Amenazas e insultos se producirán de parte y parte, y la peor parte de la contienda se la llevará el alemán porque Carvajal se exaspera y no dejará que le arruinen la nueva ciudad que había creado. Después de que los alemanes y los soldados españoles que le acompañan insultan y escarnecen a Carvajal, además de llevarle las armas cuando tomaban el camino de Santa Ana de Coro.
Carvajal consigue reunir unos cuantos de sus partidarios y salen tras el alemán, lo alcanza en el camino…, vuelven los enfrentamientos y los insultos, y Carvajal ordena que degüellen al alemán y a cuatro más de los que le habían ofendido incluyendo a Bartolomé Welser el joven.

## Testimonios y represalias
Juan Hidalgo, no había presenciado el incidente porque, con un pelotón de soldados, iba delante de los ajusticiados. Cuando llegan a Santa Ana de Coro, se unirá a los que rendirán testimonio para castigar a Carvajal. Se une a las autoridades y volverán a El Tocuyo para prender a Juan de Carvajal.
Juan Hidalgo rindió su declaración pero no pudo firmarla porque no sabía leer ni escribir. Prenden a Carvajal, le forman el juicio y lo condenan a morir en la horca y Juan Hidalgo buscará nuevo acomodo.

## Nuevas expediciones
Seguía la exploración del territorio y con el mito de El Dorado se abrían rutas nuevas para tratar de encontrar la riqueza fácil, en contra de los que había hecho Carvajal, que fue el primer español que se dio cuenta de que en América había que hacer producir la tierra para comer y dejarse de ilusos Dorados.
Con Alonso Pérez de Tolosa participó en una expedición hasta las Sierras Nevadas, donde después Juan Rodríguez Suárez fundaba la Mérida venezolana. Tiempo después, con Juan de Villegas, en 1552, participó en la fundación de Barquisimeto, donde dados sus buenos y repetidos servicios, recibió siete encomiendas que lo convertían en próspero terrateniente.

## Nuevas experiencias
En 1561, se presentaba la amenaza terrible del tirano Lope de Aguirre y Juan Hidalgo se encontraba entre los que acudieron a desbaratar las huestes marañonas que desde que habían desembarcado en la Borburata, sus “marañones” venían asesinando y cometiendo toda clase de tropelías y ahora amenazaban Barquisimeto donde acabaron aquella pesadilla al morir Aguirre.
Posteriormente a este incidente, Juan Hidalgo era nombrado alcalde de El Tocuyo y fue uno de los principales declarantes en el juicio de los "marañones", que algunos fueron condenados y ahorcados por las fechorías que habían cometido en su largo periplo.
Posteriormente, en 1557, colaboraba con Diego García de Paredes en la fundación de Trujillo, y también asistía a la refundación de aquella ciudad con el mirabeleño Francisco Ruiz. En 1566, Juan Hidalgo era regidor de El Tocuyo.